# 石浜紅子
石浜 紅子（いしはま べにこ、1963年12月12日 - ）は、エッセイスト、挿絵画家。なにわの海の時空館元館長。大阪府大阪市出身。

## 来歴
大阪市生まれ。作家・石濱恒夫の次女。姉は女優の京春上。1977年、13歳のときに父・恒夫他1人と共に、ヨットで大西洋横断（無寄港）を達成し、ヨットの無寄港大西洋横断航海で世界最年少記録（13歳265日）樹立。
上田安子服飾専門学校卒業。20歳代まで、民族学研究者のアフリカ、中央アジアなどの調査旅行に同行した。のちに、エッセイや挿絵などを描く。
1990年、大阪市立海洋博物館計画懇話会の委員となった。
2000年7月14日に開館した「なにわの海の時空館」初代館長に就任し、2010年に退任後は名誉館長を務めたが、2013年3月10日閉館した。
親戚に早稲田大学教育学部教授の石濱裕美子がいる。

### 経歴[1]
- 1987年9月　防衛大学校講師
- 大阪港湾審議委員
- 大阪外国語大学特別講師
- 1988年　大阪市女性協会評議員
- 1991年　紺綬褒章
- 1999年　大阪市社会教育委員
- 2000年　21世紀の関西の観光を考える会委員（近畿運輸局）
- 2000年7月　なにわの海の時空館館長

## 出版

### 自著
- 『海よ、私はくじけない : 13歳・女子中学生の冒険』 光文社〈カッパ・ホームス〉、1979年3月25日、全国書誌番号:79016177[注 3]。
- 『わたしのシャングリラ』 ビレッジプレス、1997年12月、ISBN 4938598574[注 4]。

### 共著
- 『水都大阪盛衰記<新なにわ塾叢書3>★庶民の知恵、大阪の水運!』旭堂南海,松村博,石浜紅子,三木理史,堀田暁生,伊藤敏雄,秋山高廣(編集), 新なにわ塾叢書企画委員会(橋爪紳也・江弘毅・栗本智代・音田昌子) (編集), 大阪府立文化情報センター(編集) ブレーンセンター 2009/8/7

### 監修
- 『大阪市今昔写真集 : 西南部版』 樹林舎、2009年9月18日、ISBN 9784902731286。
- 『大阪市今昔写真集 : 東南部版』 樹林舎、2009年12月15日、ISBN 9784902731293[注 5]。
- 『大阪市今昔写真集 : 北部版』 樹林舎、2010年3月20日、ISBN 9784902731309[注 6]。

### 挿絵
- 小松左京/文、石浜紅子/絵『アリとチョウチョウとカタツムリ』 三芽出版〈新しい絵本〉、1981年11月、全国書誌番号:82036390。 - 児童書。
- 神坂次郎/文、石浜紅子/絵『河童と魔法の筆の物語』日中友好協会、1984年
- 村山由佳/文、石浜紅子/絵『いのちのうた』 大阪市環境保健局/出版、大阪都市協会/制作、1990年9月、全国書誌番号:91003527。- 児童書。